# 吟遊默示錄
《吟遊默示錄》（日語：吟遊黙示録マイネリーベ），是從2004年11月到2005年2月於animax播放的動畫作品。原作是2001年於科樂美發售的Game Boy Advance用戀愛模擬遊戲《耽美梦想》。2006年1月至同年4月播放續篇《吟遊默示錄maineribe wieder》，全13集。